# Ḩasan Chap
Ḩasan Chap (persiska: حسن چپ) är en ort i Iran.   Den ligger i provinsen Västazarbaijan, i den nordvästra delen av landet, 500 km väster om huvudstaden Teheran. Ḩasan Chap ligger 1 604 meter över havet och antalet invånare är 108.
Terrängen runt Ḩasan Chap är kuperad österut, men västerut är den bergig. Ḩasan Chap ligger nere i en dal.Runt Ḩasan Chap är det ganska tätbefolkat, med 60 invånare per kvadratkilometer. Närmaste större samhälle är Deh Bekr, 14,1 km norr om Ḩasan Chap. Trakten runt Ḩasan Chap består i huvudsak av gräsmarker.